# کواشره
کواشره (به عربی: الکواشرة) یک منطقهٔ مسکونی در لبنان است که در شهرستان عکار واقع شده‌است. کواشره ۵٫۵۸ کیلومتر مربع مساحت و ۲٬۷۶۳ نفر جمعیت دارد و ۷۰۰ متر بالاتر از سطح دریا واقع شده‌است.